# Johnny Lever

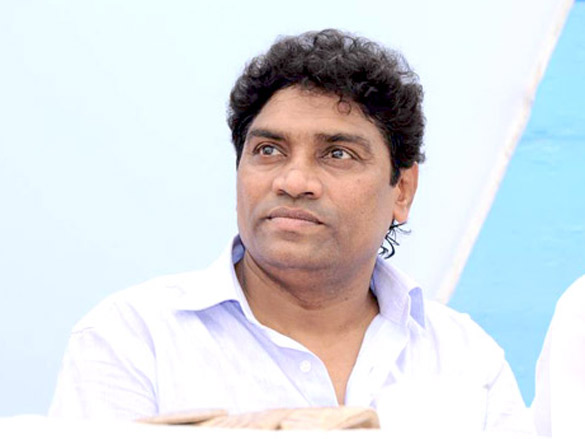
Johnny Lever

Johnny Lever, bürgerlich John Prakasa Rao Janumala (* 7. Januar 1950, nach anderer Quelle 14. August 1956 in Kanigiri, Distrikt Prakasam, Andhra Pradesh) ist ein indischer Schauspieler und Komiker.

## Leben und Karriere
Johnny Lever wuchs in Bombay (heute Mumbai) auf. Als Komiker fiel er bereits während seiner Schulzeit auf, indem er seine Lehrer imitierte. Bei einem seiner Auftritte im Rahmen einer Wohltätigkeitsveranstaltung wurde er von Sunil Dutt entdeckt und erhielt 1982 eine Nebenrolle in dessen Film Dard Ka Rishta, womit seine Filmkarriere begann. Seitdem spielte er in über 200 Bollywood-Filmen mit. Mittlerweile hat Johnny Lever 13 Nominierungen für den Filmfare Award erhalten, zwei Mal gewann er den Preis in der Kategorie bester Komiker. Seinen ersten größeren Fernsehauftritt hatte er 2006 bei dem indischen Fernsehsender Zee TV mit seiner mehrteiligen Comedy-Show Johnny Ala Re.

## Persönliches
Johnny Levers Eltern sind Prakash Rao Janumala und Karunamma Janumala. Lever ist verheiratet mit Sujatha und hat zwei Kinder, Tochter Jamie und Sohn Jesse.

## Filmografie (Auswahl)
- 1982: Dard Ka Rishta
- 1988: Hero Hiralal
- 1990: Kishen Kanhaiya
- 1992: Chamatkar – Der Himmel führt uns zusammen… (Chamatkar)
- 1993: Baazigar
- 1994: Anjaam – Heute Liebe, morgen Rache (Anjaam)
- 1995: Karan Arjun
- 1997: Glut der Rache – Koyla
- 1997: Ishq
- 1997: Yes Boss
- 1997: Deewana Mastana
- 1998: Kuch Kuch Hota Hai – Und ganz plötzlich ist es Liebe (Kuch Kuch Hota Hai)
- 1998: Jab Pyaar Kisise Hota Hai
- 1999: Baadshah – Der König der Liebe (Baadshah)
- 2000: Kaho Naa… Pyaar Hai - Liebe aus heiterem Himmel
- 2000: Dulhan Hum Le Jayenge
- 2000: Raju Chacha
- 2000: Mein Herz schlägt indisch (Phir Bhi Dil Hai Hindustani)
- 2000: Badal
- 2001: In guten wie in schweren Tagen (Kabhi Khushi Kabhie Gham)
- 2001: Asoka – Der Weg des Kriegers (Asoka)
- 2001: Nayak: The Real Hero
- 2001: Chori Chori Chupke Chupke
- 2001: Lajja – Schande (Lajja)
- 2002: Chalo Ishq Ladaaye
- 2003: Khushi bedeutet Glück! (Khushi)
- 2003: Main Prem Ki Diwani Hoon – Ich sehne mich nach deiner Liebe (Main Prem Ki Diwani Hoon)
- 2003: Chalte Chalte – Wohin das Schicksal uns führt (Chalte Chalte)
- 2003: Sternenkind – Koi Mil Gaya (Koi Mil Gaya)
- 2005: Deewane Huye Paagal
- 2006: 36 China Town
- 2006: Saawan: The Love Season
- 2007: Fool N Final
- 2010: Sag Ja zur Liebe – Dulha Mil Gaya
- 2015: Dilwale